# Репужинцы (Черновицкая область)
Репу́жинцы (укр. Репужинці) — село в Кадубовецкой сельской общине Черновицкого района Черновицкой области Украины.
До 2020 года входило в Заставновский район.
Репужинцы находятся на правом берегу Днестра. Село основано в 1353 году Аскольдом Репуженицким. Позже, после татарских нападений, село пришло в упадок, в 1772 году вновь возродилось.
Первая церковь (Покровская) в селе была построена тогда, когда в селе насчитывалось 25 дворов. Легенда рассказывает, что на Пасху во время освящения корзин и службы богослужения на село налетели турки и прямо возле святыни осуществили кровавую расправу с жителями села. На территории церкви есть десять крестов, которые указывают на место захоронения священников, а также склеп готического стиля. Покровская церковь является уникальным памятником архитектуры с глубокими истоками, которые подчеркивают очень раннее проникновение православия на просторы Буковины. На протяжении всего существования церковь не претерпевала особых изменений, менялся только интерьер. Так, после Первой мировой войны образа в подрамниках, которым было 50-70 лет, заменили более «православными». Среди ценных экспонатов, которые находятся в церкви, можно увидеть уникальные предметы и книги, например, Евангелие, изданное в 1546 году на латинском языке, хранящиеся в алтаре церкви.